# Jessica Aby
Jessica Romuald Emmanuella Aby (* 16. Juni 1998 in Abidjan) ist eine ivorische Fußballspielerin.

## Karriere

### Vereine
Aby begann für den in Gagnoa ansässigen Verein Onze Sœurs de Gagnoa mit dem Fußballspielen. Im Alter von 17 Jahren begab sie sich nach Zypern, um dort für Somatio Barcelona FA zu spielen. Von 2015 bis 2019 kam sie in der höchsten Spielklasse zum Einsatz. 2019 begab sie sich nach Pyrgos und spielte bis 2021 für den Ligakonkurrenten Pyrgos Limassol.
Nach Spanien gelangt, kam sie in der Segunda División, der zweithöchsten Spielklasse im spanischen Frauenfußball, für EdF Logroño zum Einsatz. Ihr erstes von 27 Saisonspielen bestritt sie zum Saisonstart am 5. September 2021 beim 3:0-Sieg im Auswärtsspiel gegen CD Pradejón mit Einwechslung für Elena Martínez in der 60. Minute. Ihr erstes von sechs Saisontoren erzielte sie am 3. Oktober 2021 (4. Spieltag) bei der 1:2-Niederlage im Heimspiel gegen Real Oviedo mit dem Treffer zum 1:1 in der 68. Minute.
In der Folgesaison spielte sie für CD Alavés in der Primera División, für den sie ein Tor in 18 Saisonspielen erzielte. Ab 2023 war sie für die Frauenfußballabteilung von al-Qadisiyah in Saudi-Arabien aktiv.

### Nationalmannschaft
Sie gehörte zum Aufgebot für die Weltmeisterschaft 2015 in Kanada und kam am 11. Juni 2015 in Ottawa im zweiten Spiel der Gruppe B bei der 2:3-Niederlage gegen die Nationalmannschaft Thailands mit Einwechslung für Ida Guehai in der 81. Minute zu ihrem einzigen Turnierspiel.